# Mat ajudat
El mat ajudat és un anunciat de problema d'escacs en la qual els dos oponents colˑlaboren per fer escac i mat al rei negre en un nombre donat de moviments.

## Definició
Generalment, es tracta de fer mat en n moviments (h#n, per helpmate en anglès o Hilfsmatt en alemany), essent n el nombre de moviments a fer fins al mat.
En aquest tipus de problemes, són les peces negres que comencen i han d'ajudar a les blanques per a poder fer mat al seu propi rei. El reglament normal dels escacs són del tot vàlides aquí, així com tot escac al rei ha de ser parat. Atenció però amb el fet que són les negres que comencen, amb una notació invertida, és a dir, escrivim 1.Ab7-c8 Th2-b2+ per indicar que són les negres que mouen l'alfil de b7 a c8 i les blanques mouen la seva torre de h2 a b2, fent escac al rei.
Aquest tipus de problemes ilˑlustren perfectament el costat artístic dels problemes d'escacs, ja que l'objectiu normal d'una partida d'escacs (fer mat a l'adversari però no pas fer-se mat a si mateix) és reemplaçat per una col·laboració entre els dos bàndols amb l'objectiu de fer escac i mat al rei negre.
Un mat ajudat no és considerat un problema d'escacs màgics encara que en el seu anunciat s'hi utilitza una peça d'escacs màgica o una condició d'escacs màgics. Com que el mat ajudat respecta totes les regles dels escacs ortodoxos, aleshores en aquest cas tenim un problema heterodox.

## Exemple de problema
| Z. Maslar · Die Schwalbe, 1981 \| \| a \| b \| c \| d \| e \| f \| g \| h \| \| \| 8 \| a6 blanques cavall · g3 negres dama · d2 blanques rei · g2 negres rei · d1 negres alfil \| a6 blanques cavall · g3 negres dama · d2 blanques rei · g2 negres rei · d1 negres alfil \| a6 blanques cavall · g3 negres dama · d2 blanques rei · g2 negres rei · d1 negres alfil \| a6 blanques cavall · g3 negres dama · d2 blanques rei · g2 negres rei · d1 negres alfil \| a6 blanques cavall · g3 negres dama · d2 blanques rei · g2 negres rei · d1 negres alfil \| a6 blanques cavall · g3 negres dama · d2 blanques rei · g2 negres rei · d1 negres alfil \| a6 blanques cavall · g3 negres dama · d2 blanques rei · g2 negres rei · d1 negres alfil \| a6 blanques cavall · g3 negres dama · d2 blanques rei · g2 negres rei · d1 negres alfil \| 8 \| \| 7 \| a6 blanques cavall · g3 negres dama · d2 blanques rei · g2 negres rei · d1 negres alfil \| a6 blanques cavall · g3 negres dama · d2 blanques rei · g2 negres rei · d1 negres alfil \| a6 blanques cavall · g3 negres dama · d2 blanques rei · g2 negres rei · d1 negres alfil \| a6 blanques cavall · g3 negres dama · d2 blanques rei · g2 negres rei · d1 negres alfil \| a6 blanques cavall · g3 negres dama · d2 blanques rei · g2 negres rei · d1 negres alfil \| a6 blanques cavall · g3 negres dama · d2 blanques rei · g2 negres rei · d1 negres alfil \| a6 blanques cavall · g3 negres dama · d2 blanques rei · g2 negres rei · d1 negres alfil \| a6 blanques cavall · g3 negres dama · d2 blanques rei · g2 negres rei · d1 negres alfil \| 7 \| \| 6 \| a6 blanques cavall · g3 negres dama · d2 blanques rei · g2 negres rei · d1 negres alfil \| a6 blanques cavall · g3 negres dama · d2 blanques rei · g2 negres rei · d1 negres alfil \| a6 blanques cavall · g3 negres dama · d2 blanques rei · g2 negres rei · d1 negres alfil \| a6 blanques cavall · g3 negres dama · d2 blanques rei · g2 negres rei · d1 negres alfil \| a6 blanques cavall · g3 negres dama · d2 blanques rei · g2 negres rei · d1 negres alfil \| a6 blanques cavall · g3 negres dama · d2 blanques rei · g2 negres rei · d1 negres alfil \| a6 blanques cavall · g3 negres dama · d2 blanques rei · g2 negres rei · d1 negres alfil \| a6 blanques cavall · g3 negres dama · d2 blanques rei · g2 negres rei · d1 negres alfil \| 6 \| \| 5 \| a6 blanques cavall · g3 negres dama · d2 blanques rei · g2 negres rei · d1 negres alfil \| a6 blanques cavall · g3 negres dama · d2 blanques rei · g2 negres rei · d1 negres alfil \| a6 blanques cavall · g3 negres dama · d2 blanques rei · g2 negres rei · d1 negres alfil \| a6 blanques cavall · g3 negres dama · d2 blanques rei · g2 negres rei · d1 negres alfil \| a6 blanques cavall · g3 negres dama · d2 blanques rei · g2 negres rei · d1 negres alfil \| a6 blanques cavall · g3 negres dama · d2 blanques rei · g2 negres rei · d1 negres alfil \| a6 blanques cavall · g3 negres dama · d2 blanques rei · g2 negres rei · d1 negres alfil \| a6 blanques cavall · g3 negres dama · d2 blanques rei · g2 negres rei · d1 negres alfil \| 5 \| \| 4 \| a6 blanques cavall · g3 negres dama · d2 blanques rei · g2 negres rei · d1 negres alfil \| a6 blanques cavall · g3 negres dama · d2 blanques rei · g2 negres rei · d1 negres alfil \| a6 blanques cavall · g3 negres dama · d2 blanques rei · g2 negres rei · d1 negres alfil \| a6 blanques cavall · g3 negres dama · d2 blanques rei · g2 negres rei · d1 negres alfil \| a6 blanques cavall · g3 negres dama · d2 blanques rei · g2 negres rei · d1 negres alfil \| a6 blanques cavall · g3 negres dama · d2 blanques rei · g2 negres rei · d1 negres alfil \| a6 blanques cavall · g3 negres dama · d2 blanques rei · g2 negres rei · d1 negres alfil \| a6 blanques cavall · g3 negres dama · d2 blanques rei · g2 negres rei · d1 negres alfil \| 4 \| \| 3 \| a6 blanques cavall · g3 negres dama · d2 blanques rei · g2 negres rei · d1 negres alfil \| a6 blanques cavall · g3 negres dama · d2 blanques rei · g2 negres rei · d1 negres alfil \| a6 blanques cavall · g3 negres dama · d2 blanques rei · g2 negres rei · d1 negres alfil \| a6 blanques cavall · g3 negres dama · d2 blanques rei · g2 negres rei · d1 negres alfil \| a6 blanques cavall · g3 negres dama · d2 blanques rei · g2 negres rei · d1 negres alfil \| a6 blanques cavall · g3 negres dama · d2 blanques rei · g2 negres rei · d1 negres alfil \| a6 blanques cavall · g3 negres dama · d2 blanques rei · g2 negres rei · d1 negres alfil \| a6 blanques cavall · g3 negres dama · d2 blanques rei · g2 negres rei · d1 negres alfil \| 3 \| \| 2 \| a6 blanques cavall · g3 negres dama · d2 blanques rei · g2 negres rei · d1 negres alfil \| a6 blanques cavall · g3 negres dama · d2 blanques rei · g2 negres rei · d1 negres alfil \| a6 blanques cavall · g3 negres dama · d2 blanques rei · g2 negres rei · d1 negres alfil \| a6 blanques cavall · g3 negres dama · d2 blanques rei · g2 negres rei · d1 negres alfil \| a6 blanques cavall · g3 negres dama · d2 blanques rei · g2 negres rei · d1 negres alfil \| a6 blanques cavall · g3 negres dama · d2 blanques rei · g2 negres rei · d1 negres alfil \| a6 blanques cavall · g3 negres dama · d2 blanques rei · g2 negres rei · d1 negres alfil \| a6 blanques cavall · g3 negres dama · d2 blanques rei · g2 negres rei · d1 negres alfil \| 2 \| \| 1 \| a6 blanques cavall · g3 negres dama · d2 blanques rei · g2 negres rei · d1 negres alfil \| a6 blanques cavall · g3 negres dama · d2 blanques rei · g2 negres rei · d1 negres alfil \| a6 blanques cavall · g3 negres dama · d2 blanques rei · g2 negres rei · d1 negres alfil \| a6 blanques cavall · g3 negres dama · d2 blanques rei · g2 negres rei · d1 negres alfil \| a6 blanques cavall · g3 negres dama · d2 blanques rei · g2 negres rei · d1 negres alfil \| a6 blanques cavall · g3 negres dama · d2 blanques rei · g2 negres rei · d1 negres alfil \| a6 blanques cavall · g3 negres dama · d2 blanques rei · g2 negres rei · d1 negres alfil \| a6 blanques cavall · g3 negres dama · d2 blanques rei · g2 negres rei · d1 negres alfil \| 1 \| \| \| a \| b \| c \| d \| e \| f \| g \| h \| \| Mat ajudat en 8 moviments (h#8). | - Solució : 1.Rf3 Rd3 2.Ab3 Rc3 3.Re4+ Rd2 4.R/d4 Re2 5.Rc3 Cb4 6.Rb2 Rd2 7.Ra1 Rc1 8.Aa2 Cc2# |                                                                                         |                                                                                         |                                                                                         |                                                                                         |                                                                                         |                                                                                         |                                                                                         |   |
| | a                                                                                              | b                                                                                       | c                                                                                       | d                                                                                       | e                                                                                       | f                                                                                       | g                                                                                       | h                                                                                       |   |
| 8 | a6 blanques cavall · g3 negres dama · d2 blanques rei · g2 negres rei · d1 negres alfil        | a6 blanques cavall · g3 negres dama · d2 blanques rei · g2 negres rei · d1 negres alfil | a6 blanques cavall · g3 negres dama · d2 blanques rei · g2 negres rei · d1 negres alfil | a6 blanques cavall · g3 negres dama · d2 blanques rei · g2 negres rei · d1 negres alfil | a6 blanques cavall · g3 negres dama · d2 blanques rei · g2 negres rei · d1 negres alfil | a6 blanques cavall · g3 negres dama · d2 blanques rei · g2 negres rei · d1 negres alfil | a6 blanques cavall · g3 negres dama · d2 blanques rei · g2 negres rei · d1 negres alfil | a6 blanques cavall · g3 negres dama · d2 blanques rei · g2 negres rei · d1 negres alfil | 8 |
| 7 | a6 blanques cavall · g3 negres dama · d2 blanques rei · g2 negres rei · d1 negres alfil        | a6 blanques cavall · g3 negres dama · d2 blanques rei · g2 negres rei · d1 negres alfil | a6 blanques cavall · g3 negres dama · d2 blanques rei · g2 negres rei · d1 negres alfil | a6 blanques cavall · g3 negres dama · d2 blanques rei · g2 negres rei · d1 negres alfil | a6 blanques cavall · g3 negres dama · d2 blanques rei · g2 negres rei · d1 negres alfil | a6 blanques cavall · g3 negres dama · d2 blanques rei · g2 negres rei · d1 negres alfil | a6 blanques cavall · g3 negres dama · d2 blanques rei · g2 negres rei · d1 negres alfil | a6 blanques cavall · g3 negres dama · d2 blanques rei · g2 negres rei · d1 negres alfil | 7 |
| 6 | a6 blanques cavall · g3 negres dama · d2 blanques rei · g2 negres rei · d1 negres alfil        | a6 blanques cavall · g3 negres dama · d2 blanques rei · g2 negres rei · d1 negres alfil | a6 blanques cavall · g3 negres dama · d2 blanques rei · g2 negres rei · d1 negres alfil | a6 blanques cavall · g3 negres dama · d2 blanques rei · g2 negres rei · d1 negres alfil | a6 blanques cavall · g3 negres dama · d2 blanques rei · g2 negres rei · d1 negres alfil | a6 blanques cavall · g3 negres dama · d2 blanques rei · g2 negres rei · d1 negres alfil | a6 blanques cavall · g3 negres dama · d2 blanques rei · g2 negres rei · d1 negres alfil | a6 blanques cavall · g3 negres dama · d2 blanques rei · g2 negres rei · d1 negres alfil | 6 |
| 5 | a6 blanques cavall · g3 negres dama · d2 blanques rei · g2 negres rei · d1 negres alfil        | a6 blanques cavall · g3 negres dama · d2 blanques rei · g2 negres rei · d1 negres alfil | a6 blanques cavall · g3 negres dama · d2 blanques rei · g2 negres rei · d1 negres alfil | a6 blanques cavall · g3 negres dama · d2 blanques rei · g2 negres rei · d1 negres alfil | a6 blanques cavall · g3 negres dama · d2 blanques rei · g2 negres rei · d1 negres alfil | a6 blanques cavall · g3 negres dama · d2 blanques rei · g2 negres rei · d1 negres alfil | a6 blanques cavall · g3 negres dama · d2 blanques rei · g2 negres rei · d1 negres alfil | a6 blanques cavall · g3 negres dama · d2 blanques rei · g2 negres rei · d1 negres alfil | 5 |
| 4 | a6 blanques cavall · g3 negres dama · d2 blanques rei · g2 negres rei · d1 negres alfil        | a6 blanques cavall · g3 negres dama · d2 blanques rei · g2 negres rei · d1 negres alfil | a6 blanques cavall · g3 negres dama · d2 blanques rei · g2 negres rei · d1 negres alfil | a6 blanques cavall · g3 negres dama · d2 blanques rei · g2 negres rei · d1 negres alfil | a6 blanques cavall · g3 negres dama · d2 blanques rei · g2 negres rei · d1 negres alfil | a6 blanques cavall · g3 negres dama · d2 blanques rei · g2 negres rei · d1 negres alfil | a6 blanques cavall · g3 negres dama · d2 blanques rei · g2 negres rei · d1 negres alfil | a6 blanques cavall · g3 negres dama · d2 blanques rei · g2 negres rei · d1 negres alfil | 4 |
| 3 | a6 blanques cavall · g3 negres dama · d2 blanques rei · g2 negres rei · d1 negres alfil        | a6 blanques cavall · g3 negres dama · d2 blanques rei · g2 negres rei · d1 negres alfil | a6 blanques cavall · g3 negres dama · d2 blanques rei · g2 negres rei · d1 negres alfil | a6 blanques cavall · g3 negres dama · d2 blanques rei · g2 negres rei · d1 negres alfil | a6 blanques cavall · g3 negres dama · d2 blanques rei · g2 negres rei · d1 negres alfil | a6 blanques cavall · g3 negres dama · d2 blanques rei · g2 negres rei · d1 negres alfil | a6 blanques cavall · g3 negres dama · d2 blanques rei · g2 negres rei · d1 negres alfil | a6 blanques cavall · g3 negres dama · d2 blanques rei · g2 negres rei · d1 negres alfil | 3 |
| 2 | a6 blanques cavall · g3 negres dama · d2 blanques rei · g2 negres rei · d1 negres alfil        | a6 blanques cavall · g3 negres dama · d2 blanques rei · g2 negres rei · d1 negres alfil | a6 blanques cavall · g3 negres dama · d2 blanques rei · g2 negres rei · d1 negres alfil | a6 blanques cavall · g3 negres dama · d2 blanques rei · g2 negres rei · d1 negres alfil | a6 blanques cavall · g3 negres dama · d2 blanques rei · g2 negres rei · d1 negres alfil | a6 blanques cavall · g3 negres dama · d2 blanques rei · g2 negres rei · d1 negres alfil | a6 blanques cavall · g3 negres dama · d2 blanques rei · g2 negres rei · d1 negres alfil | a6 blanques cavall · g3 negres dama · d2 blanques rei · g2 negres rei · d1 negres alfil | 2 |
| 1 | a6 blanques cavall · g3 negres dama · d2 blanques rei · g2 negres rei · d1 negres alfil        | a6 blanques cavall · g3 negres dama · d2 blanques rei · g2 negres rei · d1 negres alfil | a6 blanques cavall · g3 negres dama · d2 blanques rei · g2 negres rei · d1 negres alfil | a6 blanques cavall · g3 negres dama · d2 blanques rei · g2 negres rei · d1 negres alfil | a6 blanques cavall · g3 negres dama · d2 blanques rei · g2 negres rei · d1 negres alfil | a6 blanques cavall · g3 negres dama · d2 blanques rei · g2 negres rei · d1 negres alfil | a6 blanques cavall · g3 negres dama · d2 blanques rei · g2 negres rei · d1 negres alfil | a6 blanques cavall · g3 negres dama · d2 blanques rei · g2 negres rei · d1 negres alfil | 1 |
| | a                                                                                              | b                                                                                       | c                                                                                       | d                                                                                       | e                                                                                       | f                                                                                       | g                                                                                       | h                                                                                       |   |

## Mat ajudat duplicat
En el mat ajudat duplicat hi tenim dues solucions possibles: una solució en la qual són les negres qui fan el primer moviment i ajuden les blanques a fer-los'hi mat; i una segona solució en la qual són les blanques qui juguen primer i ajuden a les negres a fer-los-hi mat.

### Exemple de mat ajudat duplicat
| Milan Vukcevic · CHM amb 6 peces Bad Pyrmont, 1996 \| \| a \| b \| c \| d \| e \| f \| g \| h \| \| \| 8 \| e8 blanques rei · h8 negres cavall · d7 blanques peó · f7 blanques peó · e6 negres rei · d5 negres peó \| e8 blanques rei · h8 negres cavall · d7 blanques peó · f7 blanques peó · e6 negres rei · d5 negres peó \| e8 blanques rei · h8 negres cavall · d7 blanques peó · f7 blanques peó · e6 negres rei · d5 negres peó \| e8 blanques rei · h8 negres cavall · d7 blanques peó · f7 blanques peó · e6 negres rei · d5 negres peó \| e8 blanques rei · h8 negres cavall · d7 blanques peó · f7 blanques peó · e6 negres rei · d5 negres peó \| e8 blanques rei · h8 negres cavall · d7 blanques peó · f7 blanques peó · e6 negres rei · d5 negres peó \| e8 blanques rei · h8 negres cavall · d7 blanques peó · f7 blanques peó · e6 negres rei · d5 negres peó \| e8 blanques rei · h8 negres cavall · d7 blanques peó · f7 blanques peó · e6 negres rei · d5 negres peó \| 8 \| \| 7 \| e8 blanques rei · h8 negres cavall · d7 blanques peó · f7 blanques peó · e6 negres rei · d5 negres peó \| e8 blanques rei · h8 negres cavall · d7 blanques peó · f7 blanques peó · e6 negres rei · d5 negres peó \| e8 blanques rei · h8 negres cavall · d7 blanques peó · f7 blanques peó · e6 negres rei · d5 negres peó \| e8 blanques rei · h8 negres cavall · d7 blanques peó · f7 blanques peó · e6 negres rei · d5 negres peó \| e8 blanques rei · h8 negres cavall · d7 blanques peó · f7 blanques peó · e6 negres rei · d5 negres peó \| e8 blanques rei · h8 negres cavall · d7 blanques peó · f7 blanques peó · e6 negres rei · d5 negres peó \| e8 blanques rei · h8 negres cavall · d7 blanques peó · f7 blanques peó · e6 negres rei · d5 negres peó \| e8 blanques rei · h8 negres cavall · d7 blanques peó · f7 blanques peó · e6 negres rei · d5 negres peó \| 7 \| \| 6 \| e8 blanques rei · h8 negres cavall · d7 blanques peó · f7 blanques peó · e6 negres rei · d5 negres peó \| e8 blanques rei · h8 negres cavall · d7 blanques peó · f7 blanques peó · e6 negres rei · d5 negres peó \| e8 blanques rei · h8 negres cavall · d7 blanques peó · f7 blanques peó · e6 negres rei · d5 negres peó \| e8 blanques rei · h8 negres cavall · d7 blanques peó · f7 blanques peó · e6 negres rei · d5 negres peó \| e8 blanques rei · h8 negres cavall · d7 blanques peó · f7 blanques peó · e6 negres rei · d5 negres peó \| e8 blanques rei · h8 negres cavall · d7 blanques peó · f7 blanques peó · e6 negres rei · d5 negres peó \| e8 blanques rei · h8 negres cavall · d7 blanques peó · f7 blanques peó · e6 negres rei · d5 negres peó \| e8 blanques rei · h8 negres cavall · d7 blanques peó · f7 blanques peó · e6 negres rei · d5 negres peó \| 6 \| \| 5 \| e8 blanques rei · h8 negres cavall · d7 blanques peó · f7 blanques peó · e6 negres rei · d5 negres peó \| e8 blanques rei · h8 negres cavall · d7 blanques peó · f7 blanques peó · e6 negres rei · d5 negres peó \| e8 blanques rei · h8 negres cavall · d7 blanques peó · f7 blanques peó · e6 negres rei · d5 negres peó \| e8 blanques rei · h8 negres cavall · d7 blanques peó · f7 blanques peó · e6 negres rei · d5 negres peó \| e8 blanques rei · h8 negres cavall · d7 blanques peó · f7 blanques peó · e6 negres rei · d5 negres peó \| e8 blanques rei · h8 negres cavall · d7 blanques peó · f7 blanques peó · e6 negres rei · d5 negres peó \| e8 blanques rei · h8 negres cavall · d7 blanques peó · f7 blanques peó · e6 negres rei · d5 negres peó \| e8 blanques rei · h8 negres cavall · d7 blanques peó · f7 blanques peó · e6 negres rei · d5 negres peó \| 5 \| \| 4 \| e8 blanques rei · h8 negres cavall · d7 blanques peó · f7 blanques peó · e6 negres rei · d5 negres peó \| e8 blanques rei · h8 negres cavall · d7 blanques peó · f7 blanques peó · e6 negres rei · d5 negres peó \| e8 blanques rei · h8 negres cavall · d7 blanques peó · f7 blanques peó · e6 negres rei · d5 negres peó \| e8 blanques rei · h8 negres cavall · d7 blanques peó · f7 blanques peó · e6 negres rei · d5 negres peó \| e8 blanques rei · h8 negres cavall · d7 blanques peó · f7 blanques peó · e6 negres rei · d5 negres peó \| e8 blanques rei · h8 negres cavall · d7 blanques peó · f7 blanques peó · e6 negres rei · d5 negres peó \| e8 blanques rei · h8 negres cavall · d7 blanques peó · f7 blanques peó · e6 negres rei · d5 negres peó \| e8 blanques rei · h8 negres cavall · d7 blanques peó · f7 blanques peó · e6 negres rei · d5 negres peó \| 4 \| \| 3 \| e8 blanques rei · h8 negres cavall · d7 blanques peó · f7 blanques peó · e6 negres rei · d5 negres peó \| e8 blanques rei · h8 negres cavall · d7 blanques peó · f7 blanques peó · e6 negres rei · d5 negres peó \| e8 blanques rei · h8 negres cavall · d7 blanques peó · f7 blanques peó · e6 negres rei · d5 negres peó \| e8 blanques rei · h8 negres cavall · d7 blanques peó · f7 blanques peó · e6 negres rei · d5 negres peó \| e8 blanques rei · h8 negres cavall · d7 blanques peó · f7 blanques peó · e6 negres rei · d5 negres peó \| e8 blanques rei · h8 negres cavall · d7 blanques peó · f7 blanques peó · e6 negres rei · d5 negres peó \| e8 blanques rei · h8 negres cavall · d7 blanques peó · f7 blanques peó · e6 negres rei · d5 negres peó \| e8 blanques rei · h8 negres cavall · d7 blanques peó · f7 blanques peó · e6 negres rei · d5 negres peó \| 3 \| \| 2 \| e8 blanques rei · h8 negres cavall · d7 blanques peó · f7 blanques peó · e6 negres rei · d5 negres peó \| e8 blanques rei · h8 negres cavall · d7 blanques peó · f7 blanques peó · e6 negres rei · d5 negres peó \| e8 blanques rei · h8 negres cavall · d7 blanques peó · f7 blanques peó · e6 negres rei · d5 negres peó \| e8 blanques rei · h8 negres cavall · d7 blanques peó · f7 blanques peó · e6 negres rei · d5 negres peó \| e8 blanques rei · h8 negres cavall · d7 blanques peó · f7 blanques peó · e6 negres rei · d5 negres peó \| e8 blanques rei · h8 negres cavall · d7 blanques peó · f7 blanques peó · e6 negres rei · d5 negres peó \| e8 blanques rei · h8 negres cavall · d7 blanques peó · f7 blanques peó · e6 negres rei · d5 negres peó \| e8 blanques rei · h8 negres cavall · d7 blanques peó · f7 blanques peó · e6 negres rei · d5 negres peó \| 2 \| \| 1 \| e8 blanques rei · h8 negres cavall · d7 blanques peó · f7 blanques peó · e6 negres rei · d5 negres peó \| e8 blanques rei · h8 negres cavall · d7 blanques peó · f7 blanques peó · e6 negres rei · d5 negres peó \| e8 blanques rei · h8 negres cavall · d7 blanques peó · f7 blanques peó · e6 negres rei · d5 negres peó \| e8 blanques rei · h8 negres cavall · d7 blanques peó · f7 blanques peó · e6 negres rei · d5 negres peó \| e8 blanques rei · h8 negres cavall · d7 blanques peó · f7 blanques peó · e6 negres rei · d5 negres peó \| e8 blanques rei · h8 negres cavall · d7 blanques peó · f7 blanques peó · e6 negres rei · d5 negres peó \| e8 blanques rei · h8 negres cavall · d7 blanques peó · f7 blanques peó · e6 negres rei · d5 negres peó \| e8 blanques rei · h8 negres cavall · d7 blanques peó · f7 blanques peó · e6 negres rei · d5 negres peó \| 1 \| \| \| a \| b \| c \| d \| e \| f \| g \| h \| \| Mat ajudat en dos moviments : a) Les negres juguen i les blanques fan escac i mat; b) Les blanques juguen i es negres fan escac i mat. | - Solució a : 1. Cg6 f8=D 2. Ce5 d8=C mat - Solució b : 1. f8=T Cf7 2. d8=A Cd6 mat                    | | | | | | | |   |
| | a | b | c | d | e | f | g | h |   |
| 8 | e8 blanques rei · h8 negres cavall · d7 blanques peó · f7 blanques peó · e6 negres rei · d5 negres peó | e8 blanques rei · h8 negres cavall · d7 blanques peó · f7 blanques peó · e6 negres rei · d5 negres peó | e8 blanques rei · h8 negres cavall · d7 blanques peó · f7 blanques peó · e6 negres rei · d5 negres peó | e8 blanques rei · h8 negres cavall · d7 blanques peó · f7 blanques peó · e6 negres rei · d5 negres peó | e8 blanques rei · h8 negres cavall · d7 blanques peó · f7 blanques peó · e6 negres rei · d5 negres peó | e8 blanques rei · h8 negres cavall · d7 blanques peó · f7 blanques peó · e6 negres rei · d5 negres peó | e8 blanques rei · h8 negres cavall · d7 blanques peó · f7 blanques peó · e6 negres rei · d5 negres peó | e8 blanques rei · h8 negres cavall · d7 blanques peó · f7 blanques peó · e6 negres rei · d5 negres peó | 8 |
| 7 | e8 blanques rei · h8 negres cavall · d7 blanques peó · f7 blanques peó · e6 negres rei · d5 negres peó | e8 blanques rei · h8 negres cavall · d7 blanques peó · f7 blanques peó · e6 negres rei · d5 negres peó | e8 blanques rei · h8 negres cavall · d7 blanques peó · f7 blanques peó · e6 negres rei · d5 negres peó | e8 blanques rei · h8 negres cavall · d7 blanques peó · f7 blanques peó · e6 negres rei · d5 negres peó | e8 blanques rei · h8 negres cavall · d7 blanques peó · f7 blanques peó · e6 negres rei · d5 negres peó | e8 blanques rei · h8 negres cavall · d7 blanques peó · f7 blanques peó · e6 negres rei · d5 negres peó | e8 blanques rei · h8 negres cavall · d7 blanques peó · f7 blanques peó · e6 negres rei · d5 negres peó | e8 blanques rei · h8 negres cavall · d7 blanques peó · f7 blanques peó · e6 negres rei · d5 negres peó | 7 |
| 6 | e8 blanques rei · h8 negres cavall · d7 blanques peó · f7 blanques peó · e6 negres rei · d5 negres peó | e8 blanques rei · h8 negres cavall · d7 blanques peó · f7 blanques peó · e6 negres rei · d5 negres peó | e8 blanques rei · h8 negres cavall · d7 blanques peó · f7 blanques peó · e6 negres rei · d5 negres peó | e8 blanques rei · h8 negres cavall · d7 blanques peó · f7 blanques peó · e6 negres rei · d5 negres peó | e8 blanques rei · h8 negres cavall · d7 blanques peó · f7 blanques peó · e6 negres rei · d5 negres peó | e8 blanques rei · h8 negres cavall · d7 blanques peó · f7 blanques peó · e6 negres rei · d5 negres peó | e8 blanques rei · h8 negres cavall · d7 blanques peó · f7 blanques peó · e6 negres rei · d5 negres peó | e8 blanques rei · h8 negres cavall · d7 blanques peó · f7 blanques peó · e6 negres rei · d5 negres peó | 6 |
| 5 | e8 blanques rei · h8 negres cavall · d7 blanques peó · f7 blanques peó · e6 negres rei · d5 negres peó | e8 blanques rei · h8 negres cavall · d7 blanques peó · f7 blanques peó · e6 negres rei · d5 negres peó | e8 blanques rei · h8 negres cavall · d7 blanques peó · f7 blanques peó · e6 negres rei · d5 negres peó | e8 blanques rei · h8 negres cavall · d7 blanques peó · f7 blanques peó · e6 negres rei · d5 negres peó | e8 blanques rei · h8 negres cavall · d7 blanques peó · f7 blanques peó · e6 negres rei · d5 negres peó | e8 blanques rei · h8 negres cavall · d7 blanques peó · f7 blanques peó · e6 negres rei · d5 negres peó | e8 blanques rei · h8 negres cavall · d7 blanques peó · f7 blanques peó · e6 negres rei · d5 negres peó | e8 blanques rei · h8 negres cavall · d7 blanques peó · f7 blanques peó · e6 negres rei · d5 negres peó | 5 |
| 4 | e8 blanques rei · h8 negres cavall · d7 blanques peó · f7 blanques peó · e6 negres rei · d5 negres peó | e8 blanques rei · h8 negres cavall · d7 blanques peó · f7 blanques peó · e6 negres rei · d5 negres peó | e8 blanques rei · h8 negres cavall · d7 blanques peó · f7 blanques peó · e6 negres rei · d5 negres peó | e8 blanques rei · h8 negres cavall · d7 blanques peó · f7 blanques peó · e6 negres rei · d5 negres peó | e8 blanques rei · h8 negres cavall · d7 blanques peó · f7 blanques peó · e6 negres rei · d5 negres peó | e8 blanques rei · h8 negres cavall · d7 blanques peó · f7 blanques peó · e6 negres rei · d5 negres peó | e8 blanques rei · h8 negres cavall · d7 blanques peó · f7 blanques peó · e6 negres rei · d5 negres peó | e8 blanques rei · h8 negres cavall · d7 blanques peó · f7 blanques peó · e6 negres rei · d5 negres peó | 4 |
| 3 | e8 blanques rei · h8 negres cavall · d7 blanques peó · f7 blanques peó · e6 negres rei · d5 negres peó | e8 blanques rei · h8 negres cavall · d7 blanques peó · f7 blanques peó · e6 negres rei · d5 negres peó | e8 blanques rei · h8 negres cavall · d7 blanques peó · f7 blanques peó · e6 negres rei · d5 negres peó | e8 blanques rei · h8 negres cavall · d7 blanques peó · f7 blanques peó · e6 negres rei · d5 negres peó | e8 blanques rei · h8 negres cavall · d7 blanques peó · f7 blanques peó · e6 negres rei · d5 negres peó | e8 blanques rei · h8 negres cavall · d7 blanques peó · f7 blanques peó · e6 negres rei · d5 negres peó | e8 blanques rei · h8 negres cavall · d7 blanques peó · f7 blanques peó · e6 negres rei · d5 negres peó | e8 blanques rei · h8 negres cavall · d7 blanques peó · f7 blanques peó · e6 negres rei · d5 negres peó | 3 |
| 2 | e8 blanques rei · h8 negres cavall · d7 blanques peó · f7 blanques peó · e6 negres rei · d5 negres peó | e8 blanques rei · h8 negres cavall · d7 blanques peó · f7 blanques peó · e6 negres rei · d5 negres peó | e8 blanques rei · h8 negres cavall · d7 blanques peó · f7 blanques peó · e6 negres rei · d5 negres peó | e8 blanques rei · h8 negres cavall · d7 blanques peó · f7 blanques peó · e6 negres rei · d5 negres peó | e8 blanques rei · h8 negres cavall · d7 blanques peó · f7 blanques peó · e6 negres rei · d5 negres peó | e8 blanques rei · h8 negres cavall · d7 blanques peó · f7 blanques peó · e6 negres rei · d5 negres peó | e8 blanques rei · h8 negres cavall · d7 blanques peó · f7 blanques peó · e6 negres rei · d5 negres peó | e8 blanques rei · h8 negres cavall · d7 blanques peó · f7 blanques peó · e6 negres rei · d5 negres peó | 2 |
| 1 | e8 blanques rei · h8 negres cavall · d7 blanques peó · f7 blanques peó · e6 negres rei · d5 negres peó | e8 blanques rei · h8 negres cavall · d7 blanques peó · f7 blanques peó · e6 negres rei · d5 negres peó | e8 blanques rei · h8 negres cavall · d7 blanques peó · f7 blanques peó · e6 negres rei · d5 negres peó | e8 blanques rei · h8 negres cavall · d7 blanques peó · f7 blanques peó · e6 negres rei · d5 negres peó | e8 blanques rei · h8 negres cavall · d7 blanques peó · f7 blanques peó · e6 negres rei · d5 negres peó | e8 blanques rei · h8 negres cavall · d7 blanques peó · f7 blanques peó · e6 negres rei · d5 negres peó | e8 blanques rei · h8 negres cavall · d7 blanques peó · f7 blanques peó · e6 negres rei · d5 negres peó | e8 blanques rei · h8 negres cavall · d7 blanques peó · f7 blanques peó · e6 negres rei · d5 negres peó | 1 |
| | a | b | c | d | e | f | g | h |   |

## Mat ajudat en sèrie
En aquest tipus de problema, les negres juguen n moviments consecutius, sense fer escac ni trobar-se en escac, i després les blanques fan escac i mat en un sol moviment.

### Exemple de mat ajudat en sèrie
| Fadil Abdurahmanovic · Mat, 1982 \| \| a \| b \| c \| d \| e \| f \| g \| h \| \| \| 8 \| h8 blanques dama · d6 blanques alfil · d5 blanques torre · e5 blanques peó · f5 blanques cavall · g5 blanques cavall · g4 negres rei · d3 blanques peó · f3 blanques torre · g3 blanques peó · h2 negres alfil · e1 blanques rei · g1 negres cavall · h1 negres torre \| h8 blanques dama · d6 blanques alfil · d5 blanques torre · e5 blanques peó · f5 blanques cavall · g5 blanques cavall · g4 negres rei · d3 blanques peó · f3 blanques torre · g3 blanques peó · h2 negres alfil · e1 blanques rei · g1 negres cavall · h1 negres torre \| h8 blanques dama · d6 blanques alfil · d5 blanques torre · e5 blanques peó · f5 blanques cavall · g5 blanques cavall · g4 negres rei · d3 blanques peó · f3 blanques torre · g3 blanques peó · h2 negres alfil · e1 blanques rei · g1 negres cavall · h1 negres torre \| h8 blanques dama · d6 blanques alfil · d5 blanques torre · e5 blanques peó · f5 blanques cavall · g5 blanques cavall · g4 negres rei · d3 blanques peó · f3 blanques torre · g3 blanques peó · h2 negres alfil · e1 blanques rei · g1 negres cavall · h1 negres torre \| h8 blanques dama · d6 blanques alfil · d5 blanques torre · e5 blanques peó · f5 blanques cavall · g5 blanques cavall · g4 negres rei · d3 blanques peó · f3 blanques torre · g3 blanques peó · h2 negres alfil · e1 blanques rei · g1 negres cavall · h1 negres torre \| h8 blanques dama · d6 blanques alfil · d5 blanques torre · e5 blanques peó · f5 blanques cavall · g5 blanques cavall · g4 negres rei · d3 blanques peó · f3 blanques torre · g3 blanques peó · h2 negres alfil · e1 blanques rei · g1 negres cavall · h1 negres torre \| h8 blanques dama · d6 blanques alfil · d5 blanques torre · e5 blanques peó · f5 blanques cavall · g5 blanques cavall · g4 negres rei · d3 blanques peó · f3 blanques torre · g3 blanques peó · h2 negres alfil · e1 blanques rei · g1 negres cavall · h1 negres torre \| h8 blanques dama · d6 blanques alfil · d5 blanques torre · e5 blanques peó · f5 blanques cavall · g5 blanques cavall · g4 negres rei · d3 blanques peó · f3 blanques torre · g3 blanques peó · h2 negres alfil · e1 blanques rei · g1 negres cavall · h1 negres torre \| 8 \| \| 7 \| h8 blanques dama · d6 blanques alfil · d5 blanques torre · e5 blanques peó · f5 blanques cavall · g5 blanques cavall · g4 negres rei · d3 blanques peó · f3 blanques torre · g3 blanques peó · h2 negres alfil · e1 blanques rei · g1 negres cavall · h1 negres torre \| h8 blanques dama · d6 blanques alfil · d5 blanques torre · e5 blanques peó · f5 blanques cavall · g5 blanques cavall · g4 negres rei · d3 blanques peó · f3 blanques torre · g3 blanques peó · h2 negres alfil · e1 blanques rei · g1 negres cavall · h1 negres torre \| h8 blanques dama · d6 blanques alfil · d5 blanques torre · e5 blanques peó · f5 blanques cavall · g5 blanques cavall · g4 negres rei · d3 blanques peó · f3 blanques torre · g3 blanques peó · h2 negres alfil · e1 blanques rei · g1 negres cavall · h1 negres torre \| h8 blanques dama · d6 blanques alfil · d5 blanques torre · e5 blanques peó · f5 blanques cavall · g5 blanques cavall · g4 negres rei · d3 blanques peó · f3 blanques torre · g3 blanques peó · h2 negres alfil · e1 blanques rei · g1 negres cavall · h1 negres torre \| h8 blanques dama · d6 blanques alfil · d5 blanques torre · e5 blanques peó · f5 blanques cavall · g5 blanques cavall · g4 negres rei · d3 blanques peó · f3 blanques torre · g3 blanques peó · h2 negres alfil · e1 blanques rei · g1 negres cavall · h1 negres torre \| h8 blanques dama · d6 blanques alfil · d5 blanques torre · e5 blanques peó · f5 blanques cavall · g5 blanques cavall · g4 negres rei · d3 blanques peó · f3 blanques torre · g3 blanques peó · h2 negres alfil · e1 blanques rei · g1 negres cavall · h1 negres torre \| h8 blanques dama · d6 blanques alfil · d5 blanques torre · e5 blanques peó · f5 blanques cavall · g5 blanques cavall · g4 negres rei · d3 blanques peó · f3 blanques torre · g3 blanques peó · h2 negres alfil · e1 blanques rei · g1 negres cavall · h1 negres torre \| h8 blanques dama · d6 blanques alfil · d5 blanques torre · e5 blanques peó · f5 blanques cavall · g5 blanques cavall · g4 negres rei · d3 blanques peó · f3 blanques torre · g3 blanques peó · h2 negres alfil · e1 blanques rei · g1 negres cavall · h1 negres torre \| 7 \| \| 6 \| h8 blanques dama · d6 blanques alfil · d5 blanques torre · e5 blanques peó · f5 blanques cavall · g5 blanques cavall · g4 negres rei · d3 blanques peó · f3 blanques torre · g3 blanques peó · h2 negres alfil · e1 blanques rei · g1 negres cavall · h1 negres torre \| h8 blanques dama · d6 blanques alfil · d5 blanques torre · e5 blanques peó · f5 blanques cavall · g5 blanques cavall · g4 negres rei · d3 blanques peó · f3 blanques torre · g3 blanques peó · h2 negres alfil · e1 blanques rei · g1 negres cavall · h1 negres torre \| h8 blanques dama · d6 blanques alfil · d5 blanques torre · e5 blanques peó · f5 blanques cavall · g5 blanques cavall · g4 negres rei · d3 blanques peó · f3 blanques torre · g3 blanques peó · h2 negres alfil · e1 blanques rei · g1 negres cavall · h1 negres torre \| h8 blanques dama · d6 blanques alfil · d5 blanques torre · e5 blanques peó · f5 blanques cavall · g5 blanques cavall · g4 negres rei · d3 blanques peó · f3 blanques torre · g3 blanques peó · h2 negres alfil · e1 blanques rei · g1 negres cavall · h1 negres torre \| h8 blanques dama · d6 blanques alfil · d5 blanques torre · e5 blanques peó · f5 blanques cavall · g5 blanques cavall · g4 negres rei · d3 blanques peó · f3 blanques torre · g3 blanques peó · h2 negres alfil · e1 blanques rei · g1 negres cavall · h1 negres torre \| h8 blanques dama · d6 blanques alfil · d5 blanques torre · e5 blanques peó · f5 blanques cavall · g5 blanques cavall · g4 negres rei · d3 blanques peó · f3 blanques torre · g3 blanques peó · h2 negres alfil · e1 blanques rei · g1 negres cavall · h1 negres torre \| h8 blanques dama · d6 blanques alfil · d5 blanques torre · e5 blanques peó · f5 blanques cavall · g5 blanques cavall · g4 negres rei · d3 blanques peó · f3 blanques torre · g3 blanques peó · h2 negres alfil · e1 blanques rei · g1 negres cavall · h1 negres torre \| h8 blanques dama · d6 blanques alfil · d5 blanques torre · e5 blanques peó · f5 blanques cavall · g5 blanques cavall · g4 negres rei · d3 blanques peó · f3 blanques torre · g3 blanques peó · h2 negres alfil · e1 blanques rei · g1 negres cavall · h1 negres torre \| 6 \| \| 5 \| h8 blanques dama · d6 blanques alfil · d5 blanques torre · e5 blanques peó · f5 blanques cavall · g5 blanques cavall · g4 negres rei · d3 blanques peó · f3 blanques torre · g3 blanques peó · h2 negres alfil · e1 blanques rei · g1 negres cavall · h1 negres torre \| h8 blanques dama · d6 blanques alfil · d5 blanques torre · e5 blanques peó · f5 blanques cavall · g5 blanques cavall · g4 negres rei · d3 blanques peó · f3 blanques torre · g3 blanques peó · h2 negres alfil · e1 blanques rei · g1 negres cavall · h1 negres torre \| h8 blanques dama · d6 blanques alfil · d5 blanques torre · e5 blanques peó · f5 blanques cavall · g5 blanques cavall · g4 negres rei · d3 blanques peó · f3 blanques torre · g3 blanques peó · h2 negres alfil · e1 blanques rei · g1 negres cavall · h1 negres torre \| h8 blanques dama · d6 blanques alfil · d5 blanques torre · e5 blanques peó · f5 blanques cavall · g5 blanques cavall · g4 negres rei · d3 blanques peó · f3 blanques torre · g3 blanques peó · h2 negres alfil · e1 blanques rei · g1 negres cavall · h1 negres torre \| h8 blanques dama · d6 blanques alfil · d5 blanques torre · e5 blanques peó · f5 blanques cavall · g5 blanques cavall · g4 negres rei · d3 blanques peó · f3 blanques torre · g3 blanques peó · h2 negres alfil · e1 blanques rei · g1 negres cavall · h1 negres torre \| h8 blanques dama · d6 blanques alfil · d5 blanques torre · e5 blanques peó · f5 blanques cavall · g5 blanques cavall · g4 negres rei · d3 blanques peó · f3 blanques torre · g3 blanques peó · h2 negres alfil · e1 blanques rei · g1 negres cavall · h1 negres torre \| h8 blanques dama · d6 blanques alfil · d5 blanques torre · e5 blanques peó · f5 blanques cavall · g5 blanques cavall · g4 negres rei · d3 blanques peó · f3 blanques torre · g3 blanques peó · h2 negres alfil · e1 blanques rei · g1 negres cavall · h1 negres torre \| h8 blanques dama · d6 blanques alfil · d5 blanques torre · e5 blanques peó · f5 blanques cavall · g5 blanques cavall · g4 negres rei · d3 blanques peó · f3 blanques torre · g3 blanques peó · h2 negres alfil · e1 blanques rei · g1 negres cavall · h1 negres torre \| 5 \| \| 4 \| h8 blanques dama · d6 blanques alfil · d5 blanques torre · e5 blanques peó · f5 blanques cavall · g5 blanques cavall · g4 negres rei · d3 blanques peó · f3 blanques torre · g3 blanques peó · h2 negres alfil · e1 blanques rei · g1 negres cavall · h1 negres torre \| h8 blanques dama · d6 blanques alfil · d5 blanques torre · e5 blanques peó · f5 blanques cavall · g5 blanques cavall · g4 negres rei · d3 blanques peó · f3 blanques torre · g3 blanques peó · h2 negres alfil · e1 blanques rei · g1 negres cavall · h1 negres torre \| h8 blanques dama · d6 blanques alfil · d5 blanques torre · e5 blanques peó · f5 blanques cavall · g5 blanques cavall · g4 negres rei · d3 blanques peó · f3 blanques torre · g3 blanques peó · h2 negres alfil · e1 blanques rei · g1 negres cavall · h1 negres torre \| h8 blanques dama · d6 blanques alfil · d5 blanques torre · e5 blanques peó · f5 blanques cavall · g5 blanques cavall · g4 negres rei · d3 blanques peó · f3 blanques torre · g3 blanques peó · h2 negres alfil · e1 blanques rei · g1 negres cavall · h1 negres torre \| h8 blanques dama · d6 blanques alfil · d5 blanques torre · e5 blanques peó · f5 blanques cavall · g5 blanques cavall · g4 negres rei · d3 blanques peó · f3 blanques torre · g3 blanques peó · h2 negres alfil · e1 blanques rei · g1 negres cavall · h1 negres torre \| h8 blanques dama · d6 blanques alfil · d5 blanques torre · e5 blanques peó · f5 blanques cavall · g5 blanques cavall · g4 negres rei · d3 blanques peó · f3 blanques torre · g3 blanques peó · h2 negres alfil · e1 blanques rei · g1 negres cavall · h1 negres torre \| h8 blanques dama · d6 blanques alfil · d5 blanques torre · e5 blanques peó · f5 blanques cavall · g5 blanques cavall · g4 negres rei · d3 blanques peó · f3 blanques torre · g3 blanques peó · h2 negres alfil · e1 blanques rei · g1 negres cavall · h1 negres torre \| h8 blanques dama · d6 blanques alfil · d5 blanques torre · e5 blanques peó · f5 blanques cavall · g5 blanques cavall · g4 negres rei · d3 blanques peó · f3 blanques torre · g3 blanques peó · h2 negres alfil · e1 blanques rei · g1 negres cavall · h1 negres torre \| 4 \| \| 3 \| h8 blanques dama · d6 blanques alfil · d5 blanques torre · e5 blanques peó · f5 blanques cavall · g5 blanques cavall · g4 negres rei · d3 blanques peó · f3 blanques torre · g3 blanques peó · h2 negres alfil · e1 blanques rei · g1 negres cavall · h1 negres torre \| h8 blanques dama · d6 blanques alfil · d5 blanques torre · e5 blanques peó · f5 blanques cavall · g5 blanques cavall · g4 negres rei · d3 blanques peó · f3 blanques torre · g3 blanques peó · h2 negres alfil · e1 blanques rei · g1 negres cavall · h1 negres torre \| h8 blanques dama · d6 blanques alfil · d5 blanques torre · e5 blanques peó · f5 blanques cavall · g5 blanques cavall · g4 negres rei · d3 blanques peó · f3 blanques torre · g3 blanques peó · h2 negres alfil · e1 blanques rei · g1 negres cavall · h1 negres torre \| h8 blanques dama · d6 blanques alfil · d5 blanques torre · e5 blanques peó · f5 blanques cavall · g5 blanques cavall · g4 negres rei · d3 blanques peó · f3 blanques torre · g3 blanques peó · h2 negres alfil · e1 blanques rei · g1 negres cavall · h1 negres torre \| h8 blanques dama · d6 blanques alfil · d5 blanques torre · e5 blanques peó · f5 blanques cavall · g5 blanques cavall · g4 negres rei · d3 blanques peó · f3 blanques torre · g3 blanques peó · h2 negres alfil · e1 blanques rei · g1 negres cavall · h1 negres torre \| h8 blanques dama · d6 blanques alfil · d5 blanques torre · e5 blanques peó · f5 blanques cavall · g5 blanques cavall · g4 negres rei · d3 blanques peó · f3 blanques torre · g3 blanques peó · h2 negres alfil · e1 blanques rei · g1 negres cavall · h1 negres torre \| h8 blanques dama · d6 blanques alfil · d5 blanques torre · e5 blanques peó · f5 blanques cavall · g5 blanques cavall · g4 negres rei · d3 blanques peó · f3 blanques torre · g3 blanques peó · h2 negres alfil · e1 blanques rei · g1 negres cavall · h1 negres torre \| h8 blanques dama · d6 blanques alfil · d5 blanques torre · e5 blanques peó · f5 blanques cavall · g5 blanques cavall · g4 negres rei · d3 blanques peó · f3 blanques torre · g3 blanques peó · h2 negres alfil · e1 blanques rei · g1 negres cavall · h1 negres torre \| 3 \| \| 2 \| h8 blanques dama · d6 blanques alfil · d5 blanques torre · e5 blanques peó · f5 blanques cavall · g5 blanques cavall · g4 negres rei · d3 blanques peó · f3 blanques torre · g3 blanques peó · h2 negres alfil · e1 blanques rei · g1 negres cavall · h1 negres torre \| h8 blanques dama · d6 blanques alfil · d5 blanques torre · e5 blanques peó · f5 blanques cavall · g5 blanques cavall · g4 negres rei · d3 blanques peó · f3 blanques torre · g3 blanques peó · h2 negres alfil · e1 blanques rei · g1 negres cavall · h1 negres torre \| h8 blanques dama · d6 blanques alfil · d5 blanques torre · e5 blanques peó · f5 blanques cavall · g5 blanques cavall · g4 negres rei · d3 blanques peó · f3 blanques torre · g3 blanques peó · h2 negres alfil · e1 blanques rei · g1 negres cavall · h1 negres torre \| h8 blanques dama · d6 blanques alfil · d5 blanques torre · e5 blanques peó · f5 blanques cavall · g5 blanques cavall · g4 negres rei · d3 blanques peó · f3 blanques torre · g3 blanques peó · h2 negres alfil · e1 blanques rei · g1 negres cavall · h1 negres torre \| h8 blanques dama · d6 blanques alfil · d5 blanques torre · e5 blanques peó · f5 blanques cavall · g5 blanques cavall · g4 negres rei · d3 blanques peó · f3 blanques torre · g3 blanques peó · h2 negres alfil · e1 blanques rei · g1 negres cavall · h1 negres torre \| h8 blanques dama · d6 blanques alfil · d5 blanques torre · e5 blanques peó · f5 blanques cavall · g5 blanques cavall · g4 negres rei · d3 blanques peó · f3 blanques torre · g3 blanques peó · h2 negres alfil · e1 blanques rei · g1 negres cavall · h1 negres torre \| h8 blanques dama · d6 blanques alfil · d5 blanques torre · e5 blanques peó · f5 blanques cavall · g5 blanques cavall · g4 negres rei · d3 blanques peó · f3 blanques torre · g3 blanques peó · h2 negres alfil · e1 blanques rei · g1 negres cavall · h1 negres torre \| h8 blanques dama · d6 blanques alfil · d5 blanques torre · e5 blanques peó · f5 blanques cavall · g5 blanques cavall · g4 negres rei · d3 blanques peó · f3 blanques torre · g3 blanques peó · h2 negres alfil · e1 blanques rei · g1 negres cavall · h1 negres torre \| 2 \| \| 1 \| h8 blanques dama · d6 blanques alfil · d5 blanques torre · e5 blanques peó · f5 blanques cavall · g5 blanques cavall · g4 negres rei · d3 blanques peó · f3 blanques torre · g3 blanques peó · h2 negres alfil · e1 blanques rei · g1 negres cavall · h1 negres torre \| h8 blanques dama · d6 blanques alfil · d5 blanques torre · e5 blanques peó · f5 blanques cavall · g5 blanques cavall · g4 negres rei · d3 blanques peó · f3 blanques torre · g3 blanques peó · h2 negres alfil · e1 blanques rei · g1 negres cavall · h1 negres torre \| h8 blanques dama · d6 blanques alfil · d5 blanques torre · e5 blanques peó · f5 blanques cavall · g5 blanques cavall · g4 negres rei · d3 blanques peó · f3 blanques torre · g3 blanques peó · h2 negres alfil · e1 blanques rei · g1 negres cavall · h1 negres torre \| h8 blanques dama · d6 blanques alfil · d5 blanques torre · e5 blanques peó · f5 blanques cavall · g5 blanques cavall · g4 negres rei · d3 blanques peó · f3 blanques torre · g3 blanques peó · h2 negres alfil · e1 blanques rei · g1 negres cavall · h1 negres torre \| h8 blanques dama · d6 blanques alfil · d5 blanques torre · e5 blanques peó · f5 blanques cavall · g5 blanques cavall · g4 negres rei · d3 blanques peó · f3 blanques torre · g3 blanques peó · h2 negres alfil · e1 blanques rei · g1 negres cavall · h1 negres torre \| h8 blanques dama · d6 blanques alfil · d5 blanques torre · e5 blanques peó · f5 blanques cavall · g5 blanques cavall · g4 negres rei · d3 blanques peó · f3 blanques torre · g3 blanques peó · h2 negres alfil · e1 blanques rei · g1 negres cavall · h1 negres torre \| h8 blanques dama · d6 blanques alfil · d5 blanques torre · e5 blanques peó · f5 blanques cavall · g5 blanques cavall · g4 negres rei · d3 blanques peó · f3 blanques torre · g3 blanques peó · h2 negres alfil · e1 blanques rei · g1 negres cavall · h1 negres torre \| h8 blanques dama · d6 blanques alfil · d5 blanques torre · e5 blanques peó · f5 blanques cavall · g5 blanques cavall · g4 negres rei · d3 blanques peó · f3 blanques torre · g3 blanques peó · h2 negres alfil · e1 blanques rei · g1 negres cavall · h1 negres torre \| 1 \| \| \| a \| b \| c \| d \| e \| f \| g \| h \| \| Mat ajudat en sèrie en 10 moviments | - Solució: 1. Rxg5! 2. Rg4 3. Rxf3! 4. Rg4 5. Rxf5! 6. Rg4 7. Rxg3! 8. Rg4 9. Axe5! 10.Ah2 Dh5 mat | | | | | | | |   |
| | a | b | c | d | e | f | g | h |   |
| 8 | h8 blanques dama · d6 blanques alfil · d5 blanques torre · e5 blanques peó · f5 blanques cavall · g5 blanques cavall · g4 negres rei · d3 blanques peó · f3 blanques torre · g3 blanques peó · h2 negres alfil · e1 blanques rei · g1 negres cavall · h1 negres torre | h8 blanques dama · d6 blanques alfil · d5 blanques torre · e5 blanques peó · f5 blanques cavall · g5 blanques cavall · g4 negres rei · d3 blanques peó · f3 blanques torre · g3 blanques peó · h2 negres alfil · e1 blanques rei · g1 negres cavall · h1 negres torre | h8 blanques dama · d6 blanques alfil · d5 blanques torre · e5 blanques peó · f5 blanques cavall · g5 blanques cavall · g4 negres rei · d3 blanques peó · f3 blanques torre · g3 blanques peó · h2 negres alfil · e1 blanques rei · g1 negres cavall · h1 negres torre | h8 blanques dama · d6 blanques alfil · d5 blanques torre · e5 blanques peó · f5 blanques cavall · g5 blanques cavall · g4 negres rei · d3 blanques peó · f3 blanques torre · g3 blanques peó · h2 negres alfil · e1 blanques rei · g1 negres cavall · h1 negres torre | h8 blanques dama · d6 blanques alfil · d5 blanques torre · e5 blanques peó · f5 blanques cavall · g5 blanques cavall · g4 negres rei · d3 blanques peó · f3 blanques torre · g3 blanques peó · h2 negres alfil · e1 blanques rei · g1 negres cavall · h1 negres torre | h8 blanques dama · d6 blanques alfil · d5 blanques torre · e5 blanques peó · f5 blanques cavall · g5 blanques cavall · g4 negres rei · d3 blanques peó · f3 blanques torre · g3 blanques peó · h2 negres alfil · e1 blanques rei · g1 negres cavall · h1 negres torre | h8 blanques dama · d6 blanques alfil · d5 blanques torre · e5 blanques peó · f5 blanques cavall · g5 blanques cavall · g4 negres rei · d3 blanques peó · f3 blanques torre · g3 blanques peó · h2 negres alfil · e1 blanques rei · g1 negres cavall · h1 negres torre | h8 blanques dama · d6 blanques alfil · d5 blanques torre · e5 blanques peó · f5 blanques cavall · g5 blanques cavall · g4 negres rei · d3 blanques peó · f3 blanques torre · g3 blanques peó · h2 negres alfil · e1 blanques rei · g1 negres cavall · h1 negres torre | 8 |
| 7 | h8 blanques dama · d6 blanques alfil · d5 blanques torre · e5 blanques peó · f5 blanques cavall · g5 blanques cavall · g4 negres rei · d3 blanques peó · f3 blanques torre · g3 blanques peó · h2 negres alfil · e1 blanques rei · g1 negres cavall · h1 negres torre | h8 blanques dama · d6 blanques alfil · d5 blanques torre · e5 blanques peó · f5 blanques cavall · g5 blanques cavall · g4 negres rei · d3 blanques peó · f3 blanques torre · g3 blanques peó · h2 negres alfil · e1 blanques rei · g1 negres cavall · h1 negres torre | h8 blanques dama · d6 blanques alfil · d5 blanques torre · e5 blanques peó · f5 blanques cavall · g5 blanques cavall · g4 negres rei · d3 blanques peó · f3 blanques torre · g3 blanques peó · h2 negres alfil · e1 blanques rei · g1 negres cavall · h1 negres torre | h8 blanques dama · d6 blanques alfil · d5 blanques torre · e5 blanques peó · f5 blanques cavall · g5 blanques cavall · g4 negres rei · d3 blanques peó · f3 blanques torre · g3 blanques peó · h2 negres alfil · e1 blanques rei · g1 negres cavall · h1 negres torre | h8 blanques dama · d6 blanques alfil · d5 blanques torre · e5 blanques peó · f5 blanques cavall · g5 blanques cavall · g4 negres rei · d3 blanques peó · f3 blanques torre · g3 blanques peó · h2 negres alfil · e1 blanques rei · g1 negres cavall · h1 negres torre | h8 blanques dama · d6 blanques alfil · d5 blanques torre · e5 blanques peó · f5 blanques cavall · g5 blanques cavall · g4 negres rei · d3 blanques peó · f3 blanques torre · g3 blanques peó · h2 negres alfil · e1 blanques rei · g1 negres cavall · h1 negres torre | h8 blanques dama · d6 blanques alfil · d5 blanques torre · e5 blanques peó · f5 blanques cavall · g5 blanques cavall · g4 negres rei · d3 blanques peó · f3 blanques torre · g3 blanques peó · h2 negres alfil · e1 blanques rei · g1 negres cavall · h1 negres torre | h8 blanques dama · d6 blanques alfil · d5 blanques torre · e5 blanques peó · f5 blanques cavall · g5 blanques cavall · g4 negres rei · d3 blanques peó · f3 blanques torre · g3 blanques peó · h2 negres alfil · e1 blanques rei · g1 negres cavall · h1 negres torre | 7 |
| 6 | h8 blanques dama · d6 blanques alfil · d5 blanques torre · e5 blanques peó · f5 blanques cavall · g5 blanques cavall · g4 negres rei · d3 blanques peó · f3 blanques torre · g3 blanques peó · h2 negres alfil · e1 blanques rei · g1 negres cavall · h1 negres torre | h8 blanques dama · d6 blanques alfil · d5 blanques torre · e5 blanques peó · f5 blanques cavall · g5 blanques cavall · g4 negres rei · d3 blanques peó · f3 blanques torre · g3 blanques peó · h2 negres alfil · e1 blanques rei · g1 negres cavall · h1 negres torre | h8 blanques dama · d6 blanques alfil · d5 blanques torre · e5 blanques peó · f5 blanques cavall · g5 blanques cavall · g4 negres rei · d3 blanques peó · f3 blanques torre · g3 blanques peó · h2 negres alfil · e1 blanques rei · g1 negres cavall · h1 negres torre | h8 blanques dama · d6 blanques alfil · d5 blanques torre · e5 blanques peó · f5 blanques cavall · g5 blanques cavall · g4 negres rei · d3 blanques peó · f3 blanques torre · g3 blanques peó · h2 negres alfil · e1 blanques rei · g1 negres cavall · h1 negres torre | h8 blanques dama · d6 blanques alfil · d5 blanques torre · e5 blanques peó · f5 blanques cavall · g5 blanques cavall · g4 negres rei · d3 blanques peó · f3 blanques torre · g3 blanques peó · h2 negres alfil · e1 blanques rei · g1 negres cavall · h1 negres torre | h8 blanques dama · d6 blanques alfil · d5 blanques torre · e5 blanques peó · f5 blanques cavall · g5 blanques cavall · g4 negres rei · d3 blanques peó · f3 blanques torre · g3 blanques peó · h2 negres alfil · e1 blanques rei · g1 negres cavall · h1 negres torre | h8 blanques dama · d6 blanques alfil · d5 blanques torre · e5 blanques peó · f5 blanques cavall · g5 blanques cavall · g4 negres rei · d3 blanques peó · f3 blanques torre · g3 blanques peó · h2 negres alfil · e1 blanques rei · g1 negres cavall · h1 negres torre | h8 blanques dama · d6 blanques alfil · d5 blanques torre · e5 blanques peó · f5 blanques cavall · g5 blanques cavall · g4 negres rei · d3 blanques peó · f3 blanques torre · g3 blanques peó · h2 negres alfil · e1 blanques rei · g1 negres cavall · h1 negres torre | 6 |
| 5 | h8 blanques dama · d6 blanques alfil · d5 blanques torre · e5 blanques peó · f5 blanques cavall · g5 blanques cavall · g4 negres rei · d3 blanques peó · f3 blanques torre · g3 blanques peó · h2 negres alfil · e1 blanques rei · g1 negres cavall · h1 negres torre | h8 blanques dama · d6 blanques alfil · d5 blanques torre · e5 blanques peó · f5 blanques cavall · g5 blanques cavall · g4 negres rei · d3 blanques peó · f3 blanques torre · g3 blanques peó · h2 negres alfil · e1 blanques rei · g1 negres cavall · h1 negres torre | h8 blanques dama · d6 blanques alfil · d5 blanques torre · e5 blanques peó · f5 blanques cavall · g5 blanques cavall · g4 negres rei · d3 blanques peó · f3 blanques torre · g3 blanques peó · h2 negres alfil · e1 blanques rei · g1 negres cavall · h1 negres torre | h8 blanques dama · d6 blanques alfil · d5 blanques torre · e5 blanques peó · f5 blanques cavall · g5 blanques cavall · g4 negres rei · d3 blanques peó · f3 blanques torre · g3 blanques peó · h2 negres alfil · e1 blanques rei · g1 negres cavall · h1 negres torre | h8 blanques dama · d6 blanques alfil · d5 blanques torre · e5 blanques peó · f5 blanques cavall · g5 blanques cavall · g4 negres rei · d3 blanques peó · f3 blanques torre · g3 blanques peó · h2 negres alfil · e1 blanques rei · g1 negres cavall · h1 negres torre | h8 blanques dama · d6 blanques alfil · d5 blanques torre · e5 blanques peó · f5 blanques cavall · g5 blanques cavall · g4 negres rei · d3 blanques peó · f3 blanques torre · g3 blanques peó · h2 negres alfil · e1 blanques rei · g1 negres cavall · h1 negres torre | h8 blanques dama · d6 blanques alfil · d5 blanques torre · e5 blanques peó · f5 blanques cavall · g5 blanques cavall · g4 negres rei · d3 blanques peó · f3 blanques torre · g3 blanques peó · h2 negres alfil · e1 blanques rei · g1 negres cavall · h1 negres torre | h8 blanques dama · d6 blanques alfil · d5 blanques torre · e5 blanques peó · f5 blanques cavall · g5 blanques cavall · g4 negres rei · d3 blanques peó · f3 blanques torre · g3 blanques peó · h2 negres alfil · e1 blanques rei · g1 negres cavall · h1 negres torre | 5 |
| 4 | h8 blanques dama · d6 blanques alfil · d5 blanques torre · e5 blanques peó · f5 blanques cavall · g5 blanques cavall · g4 negres rei · d3 blanques peó · f3 blanques torre · g3 blanques peó · h2 negres alfil · e1 blanques rei · g1 negres cavall · h1 negres torre | h8 blanques dama · d6 blanques alfil · d5 blanques torre · e5 blanques peó · f5 blanques cavall · g5 blanques cavall · g4 negres rei · d3 blanques peó · f3 blanques torre · g3 blanques peó · h2 negres alfil · e1 blanques rei · g1 negres cavall · h1 negres torre | h8 blanques dama · d6 blanques alfil · d5 blanques torre · e5 blanques peó · f5 blanques cavall · g5 blanques cavall · g4 negres rei · d3 blanques peó · f3 blanques torre · g3 blanques peó · h2 negres alfil · e1 blanques rei · g1 negres cavall · h1 negres torre | h8 blanques dama · d6 blanques alfil · d5 blanques torre · e5 blanques peó · f5 blanques cavall · g5 blanques cavall · g4 negres rei · d3 blanques peó · f3 blanques torre · g3 blanques peó · h2 negres alfil · e1 blanques rei · g1 negres cavall · h1 negres torre | h8 blanques dama · d6 blanques alfil · d5 blanques torre · e5 blanques peó · f5 blanques cavall · g5 blanques cavall · g4 negres rei · d3 blanques peó · f3 blanques torre · g3 blanques peó · h2 negres alfil · e1 blanques rei · g1 negres cavall · h1 negres torre | h8 blanques dama · d6 blanques alfil · d5 blanques torre · e5 blanques peó · f5 blanques cavall · g5 blanques cavall · g4 negres rei · d3 blanques peó · f3 blanques torre · g3 blanques peó · h2 negres alfil · e1 blanques rei · g1 negres cavall · h1 negres torre | h8 blanques dama · d6 blanques alfil · d5 blanques torre · e5 blanques peó · f5 blanques cavall · g5 blanques cavall · g4 negres rei · d3 blanques peó · f3 blanques torre · g3 blanques peó · h2 negres alfil · e1 blanques rei · g1 negres cavall · h1 negres torre | h8 blanques dama · d6 blanques alfil · d5 blanques torre · e5 blanques peó · f5 blanques cavall · g5 blanques cavall · g4 negres rei · d3 blanques peó · f3 blanques torre · g3 blanques peó · h2 negres alfil · e1 blanques rei · g1 negres cavall · h1 negres torre | 4 |
| 3 | h8 blanques dama · d6 blanques alfil · d5 blanques torre · e5 blanques peó · f5 blanques cavall · g5 blanques cavall · g4 negres rei · d3 blanques peó · f3 blanques torre · g3 blanques peó · h2 negres alfil · e1 blanques rei · g1 negres cavall · h1 negres torre | h8 blanques dama · d6 blanques alfil · d5 blanques torre · e5 blanques peó · f5 blanques cavall · g5 blanques cavall · g4 negres rei · d3 blanques peó · f3 blanques torre · g3 blanques peó · h2 negres alfil · e1 blanques rei · g1 negres cavall · h1 negres torre | h8 blanques dama · d6 blanques alfil · d5 blanques torre · e5 blanques peó · f5 blanques cavall · g5 blanques cavall · g4 negres rei · d3 blanques peó · f3 blanques torre · g3 blanques peó · h2 negres alfil · e1 blanques rei · g1 negres cavall · h1 negres torre | h8 blanques dama · d6 blanques alfil · d5 blanques torre · e5 blanques peó · f5 blanques cavall · g5 blanques cavall · g4 negres rei · d3 blanques peó · f3 blanques torre · g3 blanques peó · h2 negres alfil · e1 blanques rei · g1 negres cavall · h1 negres torre | h8 blanques dama · d6 blanques alfil · d5 blanques torre · e5 blanques peó · f5 blanques cavall · g5 blanques cavall · g4 negres rei · d3 blanques peó · f3 blanques torre · g3 blanques peó · h2 negres alfil · e1 blanques rei · g1 negres cavall · h1 negres torre | h8 blanques dama · d6 blanques alfil · d5 blanques torre · e5 blanques peó · f5 blanques cavall · g5 blanques cavall · g4 negres rei · d3 blanques peó · f3 blanques torre · g3 blanques peó · h2 negres alfil · e1 blanques rei · g1 negres cavall · h1 negres torre | h8 blanques dama · d6 blanques alfil · d5 blanques torre · e5 blanques peó · f5 blanques cavall · g5 blanques cavall · g4 negres rei · d3 blanques peó · f3 blanques torre · g3 blanques peó · h2 negres alfil · e1 blanques rei · g1 negres cavall · h1 negres torre | h8 blanques dama · d6 blanques alfil · d5 blanques torre · e5 blanques peó · f5 blanques cavall · g5 blanques cavall · g4 negres rei · d3 blanques peó · f3 blanques torre · g3 blanques peó · h2 negres alfil · e1 blanques rei · g1 negres cavall · h1 negres torre | 3 |
| 2 | h8 blanques dama · d6 blanques alfil · d5 blanques torre · e5 blanques peó · f5 blanques cavall · g5 blanques cavall · g4 negres rei · d3 blanques peó · f3 blanques torre · g3 blanques peó · h2 negres alfil · e1 blanques rei · g1 negres cavall · h1 negres torre | h8 blanques dama · d6 blanques alfil · d5 blanques torre · e5 blanques peó · f5 blanques cavall · g5 blanques cavall · g4 negres rei · d3 blanques peó · f3 blanques torre · g3 blanques peó · h2 negres alfil · e1 blanques rei · g1 negres cavall · h1 negres torre | h8 blanques dama · d6 blanques alfil · d5 blanques torre · e5 blanques peó · f5 blanques cavall · g5 blanques cavall · g4 negres rei · d3 blanques peó · f3 blanques torre · g3 blanques peó · h2 negres alfil · e1 blanques rei · g1 negres cavall · h1 negres torre | h8 blanques dama · d6 blanques alfil · d5 blanques torre · e5 blanques peó · f5 blanques cavall · g5 blanques cavall · g4 negres rei · d3 blanques peó · f3 blanques torre · g3 blanques peó · h2 negres alfil · e1 blanques rei · g1 negres cavall · h1 negres torre | h8 blanques dama · d6 blanques alfil · d5 blanques torre · e5 blanques peó · f5 blanques cavall · g5 blanques cavall · g4 negres rei · d3 blanques peó · f3 blanques torre · g3 blanques peó · h2 negres alfil · e1 blanques rei · g1 negres cavall · h1 negres torre | h8 blanques dama · d6 blanques alfil · d5 blanques torre · e5 blanques peó · f5 blanques cavall · g5 blanques cavall · g4 negres rei · d3 blanques peó · f3 blanques torre · g3 blanques peó · h2 negres alfil · e1 blanques rei · g1 negres cavall · h1 negres torre | h8 blanques dama · d6 blanques alfil · d5 blanques torre · e5 blanques peó · f5 blanques cavall · g5 blanques cavall · g4 negres rei · d3 blanques peó · f3 blanques torre · g3 blanques peó · h2 negres alfil · e1 blanques rei · g1 negres cavall · h1 negres torre | h8 blanques dama · d6 blanques alfil · d5 blanques torre · e5 blanques peó · f5 blanques cavall · g5 blanques cavall · g4 negres rei · d3 blanques peó · f3 blanques torre · g3 blanques peó · h2 negres alfil · e1 blanques rei · g1 negres cavall · h1 negres torre | 2 |
| 1 | h8 blanques dama · d6 blanques alfil · d5 blanques torre · e5 blanques peó · f5 blanques cavall · g5 blanques cavall · g4 negres rei · d3 blanques peó · f3 blanques torre · g3 blanques peó · h2 negres alfil · e1 blanques rei · g1 negres cavall · h1 negres torre | h8 blanques dama · d6 blanques alfil · d5 blanques torre · e5 blanques peó · f5 blanques cavall · g5 blanques cavall · g4 negres rei · d3 blanques peó · f3 blanques torre · g3 blanques peó · h2 negres alfil · e1 blanques rei · g1 negres cavall · h1 negres torre | h8 blanques dama · d6 blanques alfil · d5 blanques torre · e5 blanques peó · f5 blanques cavall · g5 blanques cavall · g4 negres rei · d3 blanques peó · f3 blanques torre · g3 blanques peó · h2 negres alfil · e1 blanques rei · g1 negres cavall · h1 negres torre | h8 blanques dama · d6 blanques alfil · d5 blanques torre · e5 blanques peó · f5 blanques cavall · g5 blanques cavall · g4 negres rei · d3 blanques peó · f3 blanques torre · g3 blanques peó · h2 negres alfil · e1 blanques rei · g1 negres cavall · h1 negres torre | h8 blanques dama · d6 blanques alfil · d5 blanques torre · e5 blanques peó · f5 blanques cavall · g5 blanques cavall · g4 negres rei · d3 blanques peó · f3 blanques torre · g3 blanques peó · h2 negres alfil · e1 blanques rei · g1 negres cavall · h1 negres torre | h8 blanques dama · d6 blanques alfil · d5 blanques torre · e5 blanques peó · f5 blanques cavall · g5 blanques cavall · g4 negres rei · d3 blanques peó · f3 blanques torre · g3 blanques peó · h2 negres alfil · e1 blanques rei · g1 negres cavall · h1 negres torre | h8 blanques dama · d6 blanques alfil · d5 blanques torre · e5 blanques peó · f5 blanques cavall · g5 blanques cavall · g4 negres rei · d3 blanques peó · f3 blanques torre · g3 blanques peó · h2 negres alfil · e1 blanques rei · g1 negres cavall · h1 negres torre | h8 blanques dama · d6 blanques alfil · d5 blanques torre · e5 blanques peó · f5 blanques cavall · g5 blanques cavall · g4 negres rei · d3 blanques peó · f3 blanques torre · g3 blanques peó · h2 negres alfil · e1 blanques rei · g1 negres cavall · h1 negres torre | 1 |
| | a | b | c | d | e | f | g | h |   |

## Font
- Claude Wiedenhoff, « Album FIDE 1980-1982 », Europe Échecs, març 1989, n° 363, p. 67)